# Zona Rural de São Luís

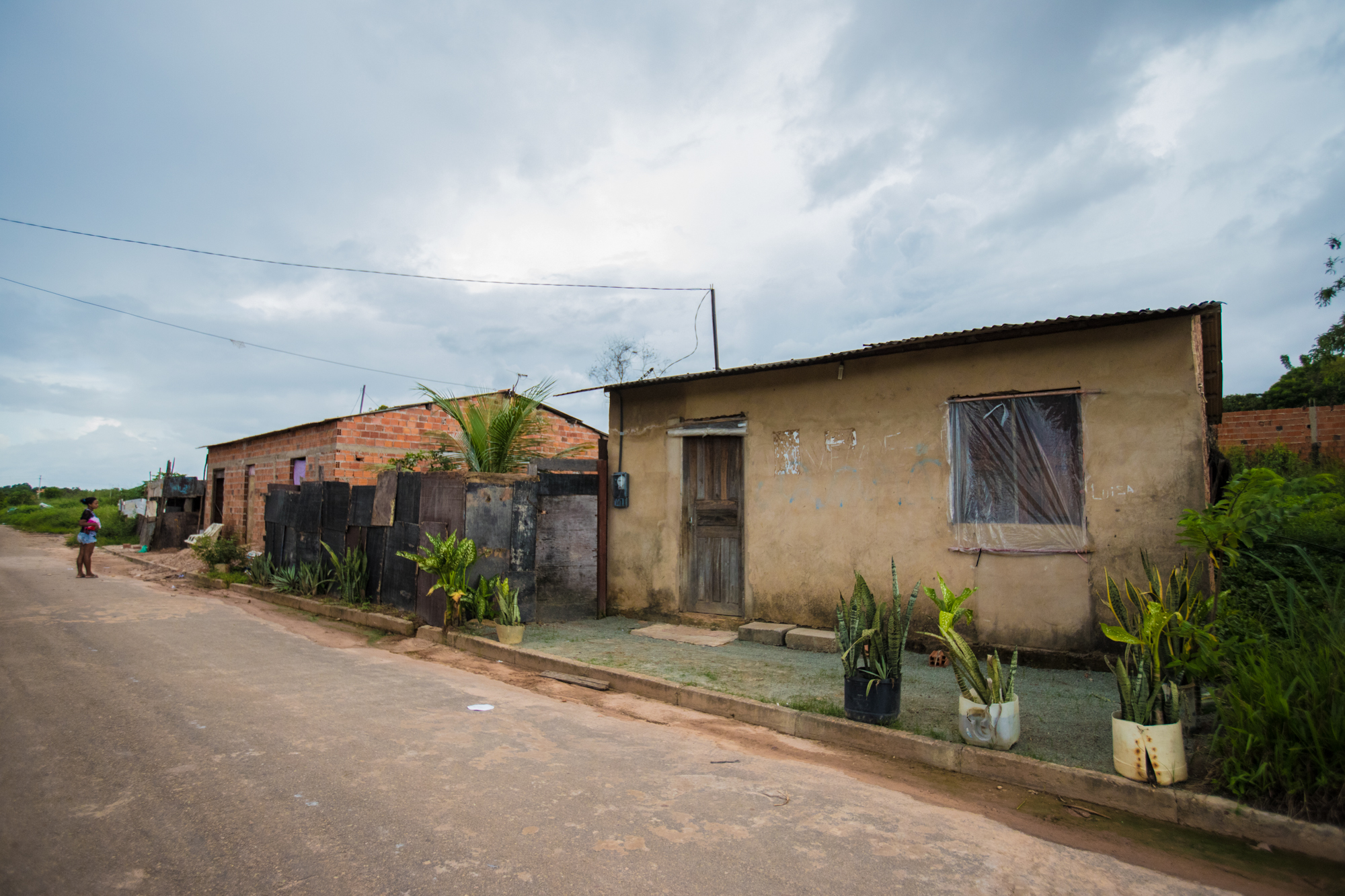
Vila Maranhão, na zona rural de São Luís.

A Zona Rural de São Luís é uma área rural demarcada pelo plano diretor de São Luís, capital do estado brasileiro do Maranhão. Ela corresponde à parcela do território municipal em que predominam atividades econômicas do setor primário, com potencial agrícola, pecuário, aquícola, pesqueiro, extrativista e agroindustrial.
Caracteriza-se, ainda, pela presença de enclaves urbanos e pela descontinuidade espacial na oferta de serviços urbanos e de equipamentos públicos.
A legislação municipal divide a zona rural em cinco áreas, denominadas Zonas Rurais Urbanas (ZRU): ZRU Tibiri, ZRU Baía do Arraial, ZRU Estreito dos Mosquitos, ZRU Rio dos Cachorros e ZRU Bacanga. Embora a lei delimite os limites de cada zona, seus respectivos usos, ocupações e índices ainda não foram especificados.

## Redução de área
Em fevereiro de 2019, uma das propostas de alteração do plano diretor da cidade, discutida em audiências públicas, previa a redução da Zona Rural de 20.820 para 12.177 hectares, o que representa uma diminuição de 8.643 hectares, ou cerca de 41 % da área original.